# Nebenkharu
Nebenkharu (Nb-n-kȝw), anomenat el "Cap de Síria", va ser un príncep egipci de la dinastia XIX. Era fill del faraó Ramsès II, el sisè fill de la processó dels prínceps. La identitat de la seva mare segueix sent desconeguda, però probablement no és fill d'una de les principals esposes del seu pare, Nefertari o Isetnofret.
Tenint en compte el seu rang destacat entre els prínceps, Nebenkharu probablement tenia l'estatus de fill primogènit d'una dona menor. Segurament va néixer cap al final del regnat del seu avi Seti I. Va tenir un paper actiu en esdeveniments significatius com la processó victoriosa després de la batalla de Cadeix l'any 5 de Ramsès II i el setge de Tunip l'any 8. La prestigiosa posició de Nebenkharu es va consolidar encara més pel seu títol de comandant de les tropes.

## Mort i enterrament
Quan Merneptah es va convertir en príncep hereu després de la mort de Khaemuaset, és probable que Nebenkharu ja fos mort. Això es deu al fet que Mernptah tenia un rang inferior a Nebenkharu en la processó i, per tant, es creu que va morir abans del seu pare.
Nebenkharu probablement va ser enterrat a la tomba KV5, un gran sepulcre tallat a la roca construït per als fills de Ramsès II a la Vall dels Reis.